# Cobubatha idicra
Cobubatha idicra là một loài bướm đêm trong họ Noctuidae.